# 约兰达·格里菲思
约兰达·埃维特·格里菲思（英語：Yolanda Evette Griffith，1970年3月1日—），美国前女子职业篮球运动员，篮球名人堂成员，曾效力于ABL和WNBA联盟。作为WNBA前最有价值球员，她被认为是女子篮球史上最伟大的篮板手和防守球员之一。2011年，格里菲思被球迷评选为WNBA历史15大球员之一。2014年，她入选了女子篮球名人堂。 

## 延伸阅读
- David L. Porter (编). . Greenwood Press. 2005. ISBN 978-0-313-30952-6.